# Celebrando
Celebrando es el trigesimotercer álbum de estudio del cantante y compositor mexicano Juan Gabriel, publicado el 4 de diciembre de 2012. Contiene 13 canciones que son nuevas versiones de sus éxitos clásicos.

## Lista de canciones
Todas las canciones escritas y compuestas por Juan Gabriel. 
| N.º | Título                            | Duración |  |
| 1.  | «Me He Quedado Solo, Otra Vez»    | 4:37     |  |
| 2.  | «Ella No Me Quiere Y Yo Sí»       | 3:11     |  |
| 3.  | «Por Las Mañanas, Mariana»        | 4:11     |  |
| 4.  | «Rosenda, No Me Olvides»          | 5:11     |  |
| 5.  | «1, 2 Y 3 Y Me Das Otro Beso Más» | 4:25     |  |
| 6.  | «Yo No Digo Que Te Amo, Pero Sí»  | 8:08     |  |
| 7.  | «No Tengo Dinero Otra Vez»        | 3:49     |  |
| 8.  | «A Mi Guitarra Con Más Amor»      | 5:09     |  |
| 9.  | «Aquella Melodía, Mentiras»       | 4:03     |  |
| 10. | «Te Busco Y Te Extraño, Aún»      | 3:38     |  |
| 11. | «Será Mañana, O Sea Hoy»          | 4:51     |  |
| 12. | «A Los Zavala»                    | 12:01    |  |
| 13. | «Celebrando»                      | 10:57    |  |